# Atentados contra o Hotel Canal em 2003

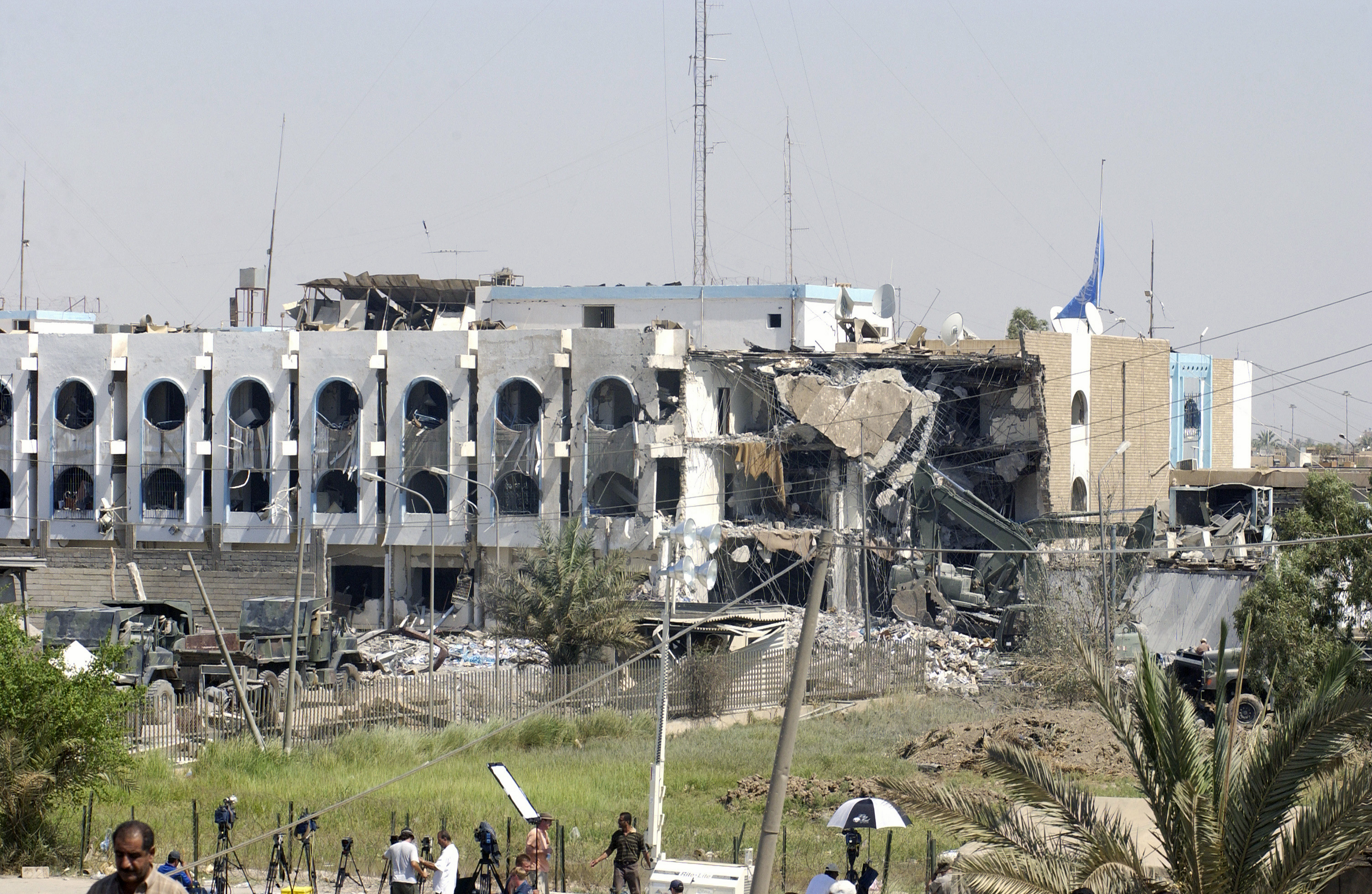
Imagem mostrando danos ao prédio da sede da Organização das Nações Unidas (ONU) em Bagdá, no Iraque, após um atentado suicida que destruiu parte do edifício.

Os atentados bombistas contra o Hotel Canal em 2003, refere-se aos ataques terroristas com carros-bomba ocorridos em Bagdá, no Iraque, perto do Hotel Canal, onde ficavam escritórios das Nações Unidas.
O primeiro ataque aconteceu na tarde de 19 de agosto de 2003, matando pelo menos 22 pessoas, incluindo o Representante Especial das Nações Unidas no Iraque, Sérgio Vieira de Mello, e ferindo mais de 100 pessoas. A Missão de Assistência das Nações Unidas para o Iraque havia sido criada apenas cinco dias antes, porém as Nações Unidas utilizavam o Hotel Canal como sua sede no Iraque desde o início da década de 1990.
Esse atentado foi seguido por outro ataque suicida em 22 de setembro de 2003 em frente a sede da ONU em Bagdá, matando um segurança e ferindo 19 pessoas.
Os ataques resultaram na retirada dentro de algumas semanas da maioria dos 600 funcionários do Iraque. Esses eventos teriam um impacto profundo e duradouro sobre as práticas de segurança da ONU em todo o mundo.
Abu Musab al-Zarqawi, líder da organização terrorista Jama'at al-Tawhid wal-Jihad, em abril de 2004, assumiu a responsabilidade pela explosão de 19 de agosto.